# Paolo Ferrara
Pour les articles homonymes, voir Ferrara.
Paolo Ferrara (né le 30 juillet 1892 à Stilo et mort en 1965 à Rome) est un acteur italien. 

## Biographie
Paolo Ferrara est apparu dans une soixantaine de films à compter de 1936 jusqu'à sa mort en 1965.

## Filmographie partielle
- 1938 : Terre de feu de Marcel L'Herbier et Giorgio Ferroni
- 1941 : Leçon de chimie à neuf heures de Mario Mattoli
- 1942 : Lèvres closes (Labbra serrate) de Mario Mattoli
- 1943 : Une nuit avec toi de Carlo Ludovico Bragaglia
- 1943 : Le Diamant mystérieux de Mario Mattoli
- 1950 : Mara fille sauvage de Mario Camerini
- 1950 : Pour l'amour du ciel de Luigi Zampa
- 1951 : Anna (1951) d'Alberto Lattuada
- 1952 : Totò en couleurs (Totò a colori) (1952) de Steno
- 1953 : Les Infidèles de Mario Monicelli et Steno
- 1953 : L'Âge de l'amour (L'età dell'amore) de Lionello De Felice
- 1953 : La Louve de Calabre d'Alberto Lattuada
- 1953 : L'uomo, la bestia e la virtù de Steno
- 1954 : Questa è la vita d'Aldo Fabrizi, Giorgio Pàstina, Mario Soldati et Luigi Zampa
- 1954 : Vêtir ceux qui sont nus de Marcello Pagliero
- 1954 : Du sang dans le soleil de Mario Monicelli
- 1955 : Un héros de notre temps de Mario Monicelli
- 1957 : Pères et Fils de Mario Monicelli
- 1957 : Maris en liberté (Mariti in città) de Luigi Comencini
- 1958 : Le dritte de Mario Amendola
- 1960 : Le Bossu de Rome de Carlo Lizzani